# Episodi di Ultimate Spider-Man (quarta stagione)
La quarta e ultima stagione della serie animata Ultimate Spider-Man, sottotitolato Ultimate Spider-Man contro i Sinistri 6 (Ultimate Spider-Man vs. the Sinister 6), viene trammessa dal 21 febbraio 2016 sul canale statunitense Disney XD e in Italia viene trasmessa dal 20 giugno 2016 sul canale Disney XD.
Nell'ottobre 2016 è stato annunciato che la serie finirà con la quarta stagione, e la serie sarà seguita da "Spider-Man", in arrivo su Disney XD nel 2017. L'ultimo episodio in due parti della serie, "Il giorno del diploma", è stato trasmesso su Disney XD il 7 gennaio 2017.
| n°  | Titolo originale                   | Titolo italiano                              | Prima TV USA      | Prima TV Italia |
| --- | ---------------------------------- | -------------------------------------------- | ----------------- | --------------- |
| 79  | Hydra Attacks: Part 1              | L'Hydra all'attacco (prima parte)            | 21 febbraio 2016  | 20 giugno 2016  |
| 80  | Hydra Attacks: Part 2              | L'Hydra all'attacco (seconda parte)          | 21 febbraio 2016  | 21 giugno 2016  |
| 81  | Miles From Home                    | Lontano da casa                              | 28 febbraio 2016  | 22 giugno 2016  |
| 82  | Iron Vulture                       | Un'armatura per Avvoltoio                    | 6 marzo 2016      | 23 giugno 2016  |
| 83  | Lizards                            | Lucertolizzati                               | 13 marzo 2016     | 24 giugno 2016  |
| 84  | Double Agent Venom                 | Doppio Agente Venom                          | 20 marzo 2016     | 27 giugno 2016  |
| 85  | Beached                            | Spiaggiato                                   | 27 marzo 2016     | 28 giugno 2016  |
| 86  | Anti-Venom                         | Anti-Venom                                   | 3 aprile 2016     | 29 giugno 2016  |
| 87  | Force of Nature                    | Forza della natura                           | 10 aprile 2016    | 30 giugno 2016  |
| 88  | The New Sinister Six: Part 1       | I nuovi Sinistri Sei (prima parte)           | 12 giugno 2016    | 1º luglio 2016  |
| 89  | The New Sinister Six: Part 2       | I nuovi Sinistri Sei (seconda parte)         | 19 giugno 2016    | 4 luglio 2016   |
| 90  | Agent Web                          | Agente Web                                   | 26 giugno 2016    | 5 luglio 2016   |
| 91  | The Symbiote Saga: Part 1          | La saga del simbionte (prima parte)          | 3 luglio 2016     | 29 maggio 2017  |
| 92  | The Symbiote Saga: Part 2          | La saga del simbionte (seconda parte)        | 10 luglio 2016    | 30 maggio 2017  |
| 93  | The Symbiote Saga: Part 3          | La saga del simbionte (terza parte)          | 17 luglio 2016    | 31 maggio 2017  |
| 94  | Return to the Spider-Verse: Part 1 | Ritorno allo Spider-universo (prima parte)   | 27 agosto 2016    | 1 giugno 2017   |
| 95  | Return to the Spider-Verse: Part 2 | Ritorno allo Spider-universo (seconda parte) | 3 settembre 2016  | 2 giugno 2017   |
| 96  | Return to the Spider-Verse: Part 3 | Ritorno allo Spider-universo (terza parte)   | 10 settembre 2016 | 5 giugno 2017   |
| 97  | Return to the Spider-Verse: Part 4 | Ritorno allo Spider-universo (quarta parte)  | 17 settembre 2016 | 6 giugno 2017   |
| 98  | Strange Little Halloween           | Uno strano Halloween                         | 1º ottobre 2016   | 7 giugno 2017   |
| 99  | The Spider Slayers: Part 1         | Gli Spider Killer (prima parte)              | 8 ottobre 2016    | 8 giugno 2017   |
| 100 | The Spider Slayers: Part 2         | Gli Spider Killer (seconda parte)            | 15 ottobre 2016   | 9 giugno 2017   |
| 101 | The Spider Slayers: Part 3         | Gli Spider Killer (terza parte)              | 22 ottobre 2016   | 12 giugno 2017  |
| 102 | The Moon Knight Before Christmas   | Il ritorno di Mysterio                       | 17 dicembre 2016  | 13 giugno 2017  |
| 103 | Graduation Day: Part 1             | Il giorno del diploma (prima parte)          | 7 gennaio 2017    | 14 giugno 2017  |
| 104 | Graduation Day: Part 2             | Il giorno del diploma (seconda parte)        | 7 gennaio 2017    | 15 giugno 2017  |

## L'Hydra all'attacco (prima parte)
Spider-Man (Peter Parker), Iron Spider (Amadeus Cho) e l'agente Venom (Flash Thompson) sconfiggono il Dottor Octopus e lo conducono sul Trivelivolo dello S.H.I.E.L.D. per essere imprigionato. Qui Octopus utilizza uno dei suoi Octo-Bot in miniatura per incidere i naniti di Swarm (anch'egli prigioniero) infettando tutti i sistemi del Trivelivolo e trasformandolo nella nuova isola volante dell'H.Y.D.R.A.! Tutto ciò fa parte del piano di Arnim Zola per conquistare il mondo e vendicarsi di Nick Fury. Il Dottor Octopus ha infatti stretto un accordo con l'H.Y.D.R.A., potenziando tutti i suoi soldati con una nuova formula avanzata del siero di Goblin

## L'Hydra all'attacco (seconda parte)
Dopo essere stato salvato dal misterioso Scarlet Spider, il quale afferma di essere il "primo" Spider-Man (frutto degli esperimenti operati su di lui dal Dottor Octopus di cui intende vendicarsi), Spider-Man deve radunare anche Iron Spider e l'agente Venom per cercare di fermare i piani di conquista di Arnim Zola, Dock Ock e dell'H.Y.D.R.A.

## Lontano da casa
Non essendo riuscito a convincere Norman Osborn a trasformarsi di nuovo in Green Goblin, il Dottor Octopus arruola il malvagio Barone Mordo per usare il Seggio Periglioso e portare il Goblin dell'universo Ultimate nel suo mondo. Con l'aiuto del Dottor Strange, Spider-Man deve arruolare Miles Morales (lo Spider-Man dell'Universo Ultimate) per sconfiggere Goblin. Durante la battaglia, Miles è costretto a distruggere il Seggio Periglioso e senza di esso non può far ritorno nella sua dimensione.

## Un'armatura per Avvoltoio
Miles Morales è costretto a rimanere nella realtà di Spider-Man fino a che gli scienziati dello S.H.I.E.L.D. non riusciranno a trovare un modo per farlo tornare nel suo universo. Soprannominato Kid Aracnid, Miles entra a far parte della nuova squadra di Spider-Man, i Web Warriors, ed aiuta Peter a salvare le vite di Norman Osborn e di suo figlio Harry minacciati dal Dottor Octopus e dall'Avvoltoio, a cui Octopus ha fornito una nuova armatura potenziata. Però Harry e Norman non sono del tutto indifesi grazie alle loro armature da Iron Patriot. Quando Ock infetta l'armatura di Avvoltoio, Spider-Man e Kid Aracnid scoprono grazie al volatile che c'è una spia di Dock Ock nello S.H.I.E.L.D.. Cosí i due imprigionano Ock, ma l'Avvoltoio scappa.

## Lucertolizzati
I compagni di classe di Spider-Man all'Accademia S.H.I.E.L.D. iniziano il nuovo programma di allenamento installato da Leo Fitz e Jemma Simmons. Qui, l'arrampicamuri e il resto dei guerrieri ragno, si mettono alla ricerca della spia di Dock Ock menzionata dall'Avvoltoio.  All'improvviso durante il test, i marchingegni di addestramento perdono il controllo. I guerrieri ragno, tranne Spidey, pensano subito che il doctor Connors sia la spia. Cosí questi si recano da lui ma lo trovano ritrasformato in Lizard. Il lucertolone possiede un morso contagioso che infetta e trasforma tutti i guerrieri ragno e gli agenti dello Shield. Fortunatamente, Spidey trova un antidoto. Però, si scopre che in realtà era Rhino la spia e non solo libera Dock Ock ma cattura anche Venom.

## Doppio Agente Venom
Dopo che il Dottor Octopus e Rhino sono fuggiti dal Triskelion con l'Agente Venom nelle loro grinfie, Spider-Man e Scarlet Spider li inseguono fin nello spazio sulla base dell'H.Y.D.R.A. dove Octopus ed Arnim Zola lavorano per separare il simbionte da Flash Thompson. Spider-Man e Scarlet Spider devono combattere contro Kraven il Cacciatore, con la tuta del simbionte addosso, che cerca di ottenere un posto in squadra nei Nuovi Sinistri Sei.

## Spiaggiato
Mentre Spider-Man ed Iron Spider continuano la caccia ad Avvoltoio, la loro ricerca li porta su un'isola, dove scoprono che il Dottor Octopus ha catturato l'Uomo Sabbia ed ha clonato dai suoi campioni numerosi cloni di sabbia al fine di trovare la formula del perfetto "Ultimate Sandman"! Riusciranno Peter e Amadeus Cho a mettere da parte i loro diversi punti di vista sugli avversari e ad impedire che l'Uomo Sabbia venga selezionato nei nuovi Sinistri Sei?

## Anti-Venom
Spider-Man e l'Agente Venom stanno sconfiggendo tutti i supercriminali che potrebbero essere possibili reclute dei nuovi Sinistri Sei, come Shocker, Grizzly, Shriek e Beetle. Quando il Dottor Octopus (in coppia con il Dr. Micheal Morbius) crea in laboratorio un nuovo simbionte che si nutre di quello originale, l'Anti-Venom prende il controllo di Harry Osborn. Peter e Flash devono collaborare con Iron Patriot per liberare Harry dall'Anti-Venom prima che prosciughi completamente l'energia del simbionte originale.

## Forza della natura
Rispondendo ad un segnale di soccorso di Nick Fury che li porta in un centro commerciale abbandonato nel Queens, Spider-Man, Kid Aracnid, Iron Spider e Scarlet Spider trovano una camera sotterranea dove rilasciano inconsapevolmente il pericoloso supercriminale noto come Hydro-Man. Quando Hydro-Man costringe lo Spider-Jet a compiere un atterraggio d'emergenza nel quartiere dove abita zia May, i Web Warriors devono trovare un modo per sconfiggerlo, mentre Scarlet Spider mette al sicuro zia May.

## I nuovi Sinistri Sei (prima parte)
Dopo aver sconfitto Shriek, Spider-Man si unisce Flash Thompson, Amadeus Cho, Miles Morales e Ben Reilly per la festa di compleanno di zia May. Intanto il Dottor Octopus ha completato la formazione dei suoi nuovi Sinistri Sei con Kraven, Ultimate Goblin, Hydro-Man, Electro e Rhino (Negli ultimi 2 episodi, invece, i sinistri sei saranno:Dottor Octopus, Kraven il cacciatore, Lizard Crossbones, L'Avvoltoio, Scorpion e Rhino) Durante un primo attacco al Triskelion i Sinistri Sei vengono sconfitti dagli studenti dell'Accademia dello S.H.I.E.L.D., ma Spider-Man è colto di sorpresa quando scopre che c'è un settimo membro nel gruppo di Octopus che da tempo è infiltrato tra di loro: si tratta di Ben Reilly, Scarlet Spider che gli rivela che era un ragazzo che viveva per strada finché Otto non lo ha trovato salvandolo dalla strada e gli ha dato i poteri che possiede e che quindi essendo Octopus il suo benefattore gli deve la sua lealtà per averlo aiutato quando non aveva avuto nessuno che gli desse una mano.

## I nuovi Sinistri Sei (seconda parte)
Scarlet Spider permette al Dottor Octopus di scoprire che Spider-Man è in realtà Peter Parker nonostante Peter lo avesse pregato di non farlo sapendo che sua zia sarebbe stato così bersaglio dei suoi nemici. Octavius si prepara così alla prossima mossa del suo piano che prevede di ottenere la chiave per attivare il cannone Anti-H.Y.D.R.A. messo a punto da Curt Connors. Peter ha lasciato la chiave a casa di zia May e, dopo aver arruolato Sandman per sbarazzarsi di Hydro-Man, corre a proteggere sua zia. Scarlet Spider, che negli ultimi tempi è riuscito a conquistarsi la fiducia della donna (tanto che gli è stato attribuito l'omonimo di zio Ben) motivo per cui essendosi affezionato alla donna non volendole fare del male prende la chiave e fa per andarsene con una scusa, ma in casa trova Flash Thompson che avendo capito che Scarlet lavora per Octupus tenta di fermarlo. Purtroppo questi è ancora convalescente e senza il simbionte non riesce a fermarlo; Octopus riesce così ad attivare l'arma e la usa per trasformare l'Isola dell'H.Y.D.R.A. nella sua Isola di Octopus e sbarazzarsi di Arnim Zola. Quando tutto il Queens viene distrutto e zia May si trova in serio pericolo, all'ultimo momento Ben poiché non voleva che una delle persone a cui si era legato emotivamente finisse in pericolo decide di aiutare Peter e sacrifica la vita per sbarazzarsi dell'Isola di Octopus facendola sprofondare con sé nell'oceano.

## Agente Web
Nova fa ritorno al Triskelion portando con sé tre misteriosi oggetti in un cofanetto di cui la scritta su di esso è in lingua Inumana. Arruolato il giovane Inumano dell'Accademia S.H.I.E.L.D. Triton, Spider-Man si dirige verso la città abbandonata di Atarog, in Tibet, dove crede di poter ritrovare lo scomparso Nick Fury. Durante questa missione, Spider-Man e Triton incontrano Madame Web, una donna in grado di prevedere molti futuri possibili, e i tre s'imbattono in un gruppo di agenti H.Y.D.R.A guidati dal mercenario Crossbones. Questi intende usare il suo prigioniero Nick Fury come merce di scambio per ottenere Madame Web.

## La saga del simbionte (prima parte)
Peter discute brevemente a telefono con Mary Jane su come sta Harry, dato che da quando è stato posseduto dal simbionte Anti-Venom si trova nella Oscorp in stato di coma. Successivamente Flash Tompson riesce a ritrasformarsi nell'Agente Venom e va a fare un giro in città ma quando Spidey cerca di convincerlo di ritornare, vengono attaccati da Micheal Morbius, che riesce a rubare un pezzo del simbionte. Si scopre che il dottor Octopus è prigioniero di lui, venendo considerato un traditore dall'HYDRA e aiuta Morbius, contro la sua volontà, a creare un nuovo simbionte. Spider-Man e Flash riescono a trovare il laboratorio in cui si nascondono i due criminali, e Octopus approfitta del momento per iniettare a Morbius, per vendicarsi del modo in cui è stato trattato, del siero di pipistrello ma lo scienziato lancia a sua volta a Octavius il campione del nuovo simbionte. Micheal Morbius si trasforma in un uomo pipistrello che fugge via, mentre Doc Ock si trasforma in una creatura rossa e nera. Spidey e Flash riescono a separare il simbionte da Octopus, riportando il dottore al suo precedente aspetto. Il simbionte Carange però sopravvive e attacca Spider-Man, ma questo, grazie all'Agente Venom , riesce apparentemente a uccidere il simbionte con le onde sonore. Ma i vari frammenti volano per tutta New York, infettando i cittadini.

## La saga del simbionte (seconda parte)
In seguito al precedente episodio, New York è invasa da buona parte di cittadini, anche super eroi, trasformati in cloni di Carnage. Spider-Man incontra Captain America e i due vengono successivamente attaccati da Hulk, anch'esso posseduto da Carnage; in loro aiuto giungono Cloak, Dagger, Agente Venom e Iron Fist. La Oscorp, in cui si trovano ancora MJ e Harry, viene però attaccata da Carnage e, nel trambusto, Harry ridiventa l'Anti-Venom. I poteri del simbionte bianco riescono a eliminare Carnage nei corpi delle persone, per cui, mentre Mary Jane si reca alla scuola per connettersi agli schermi della città e tranquillizzare i pochi cittadini che non sono ancora infettati dal simbionte, Spidey usa l'Agente Venom come esca per Anti-Venom in modo da attirarlo verso il "nido" in cui vengono creati nuovi Carnage. Anti-Venom cerca di distruggere la fonte del simbionte rosso e nero ma rischia di finirne assorbito per cui Peter, per far riprendere il controllo a Harry, gli svela la sua identità segreta. Nonostante le proteste di Peter, Harry, per salvare New York, si ritrasforma un'ultima volta nell'Anti-Venom e, dopo aver allontanato Spidey e Venom, usa i poteri del suo simbionte per distruggere la fonte, liberando i cittadini da Carnage. Peter recupera Harry, ora libero da Anti-Venom, e qui il ragazzo scopre anche che l'Agente Venom è in realtà Flash Tompson. Mentre i tre amici osservano la città salva, si vede che Carnage è ancora vivo.

## La saga del simbionte (terza parte)
Spider-Man e gli altri eroi devono sconfiggere il Dr. Morbius (trasformato in vampiro dal dottor Octopus) per impedirgli di usare Carnage Queen (Mary Jane contaminata dal simbionte) come arma.

## Il giorno del diploma (prima parte) - Il giorno del diploma (seconda parte)
È il giorno del diploma per gli studenti dello S.H.I.E.L.D. e Peter Parker è molto emozionato, Appena quest'ultimo si reca in cucina per fare colazione si trova di fronte il Dottor Octopus che gli propone un patto: non dovrà essere mai più Spider-Man e in cambio Octavius non ucciderà sua zia, Peter all'inizio non accetta ma quando viene a sapere che il dottore controlla sempre sua zia (tramite dei droni) accetta, alla fine Octavius se ne va lasciando Peter molto scosso.
Appena arrivato al Triskenion Spider-Man ordina ai "Web Warriors" di andare a cercare Octavius, quindi Peter e la sua vecchia squadra si dirigono verso il vecchio laboratorio del Dottore. Connors per scoprire il piano del dottore, quasi subito essere entrati vengono attaccati da Scorpion con un'armatura verde scintillante.
Dopo un po' Scorpion, capendo di non poter farcela da solo, libera una gabbia con dentro Crossbones, la squadra chiede a esso cosa ci facesse lì, lui rispose dicendo che era stato intrappolato da octopus e che se veniva liberato confesserà il piano di Octavius, ma all'improvviso Scorpion riempie la gabbia di un gas che trasforma Crossbones in una lucertola umanoide (Lizard).
Alla fine il duo viene sconfitto, ma anche sotto minaccia, Scorpion non vuole parlare del piano di Octavius.
Spider-Man Viene chiamato dicendo che Kraven il cacciatore era stato trovato ficcanasare al porto, Peter quindi si dirige sul posto dove l'aspettava la squadra.
Cloack, nonostante la raccomandazione di spiderman, va da Kraven venendo intrappolato, allora spiderman viene in suo soccorso, ma venendo interrotto da L'Avvoltoio, quindi i due combattono contro la squadra venendo però sconfitti.
Spider-Man, Capendo che Octopus vuole formare dei nuovi sinistri sei, capisce che ci sarà un ultimo nemico da affrontare, ma proprio quando capì chi fosse il prossimo nemico, viene chiamato da Iron spider dicendo che i guerrieri ragno stanno lottando contro Rhino a Central Park e che gli serviva una mano.
Spider-Man accorre ad aiutare la squadra e, con l'aiuto dei suoi amici, riesce a sconfiggere Rhino buttandolo in acqua e ghiacciandolo, Allora Rhino dice a Spider-Man che Octavius era molto vicino. 
All'improvviso dall'acqua spunta il Dottor Octopus, che viene però sconfitto quasi subito ma non rivelando il suo piano.
Al Triskenion Spider-Man e i guerrieri ragno sbattono in cella Rhino e Octavius poco prima della promozione, Peter scopre che ogni supereroe è lì riunito per l'evento, ma Carnage queen si accorgeche manca qualcuno all'appello cioè zia May e lo riferisce a Peter.
Peter, dopo aver preso la zia passa dalle celle per vedere i sei cattivi ingabbiati, ma Dottor Octopus Rivela il suo piano: raggruppare i Sinistri sei tutti al Triskenion per ingabbiare tutti i supereroi, libera sé stesso e gli altri supercattivi e prende con uno dei tentacoli zia May, minaccia Peter dicendogli che se non acconsentirà a non avere più poteri (quindi a non essere più Spider-Man) sua zia morirà. Peter acconsente e si fa privare dei poteri grazie a un siero progettato da Octavious. Il dottore alla fine rinchiude tutti i supereroi in una cupola indistruttibile e lascia zia May.
Nel disperato tentativo di fermare la Superior Sinister Six e ricevere un discorso da zia May, Spider-Man riprende i suoi tiratori web originali da zia May e si dirige verso la Oscorp. Con l'aiuto di Norman Osborn, Spider-Man è in grado di riguadagnare i suoi poteri con il ragno radioattivo nel laboratorio nascosto del Dottor Octopus e affrontare il Superiore Sinistro Sei quando arrivano alla Oscorp notando che Norman Osborn non c'era. Mentre il dottor Octopus terrorizza la città, Spider-Man usa lo stesso siero su Vulture, Crossbones e Rhino per depotenziarli e sconfiggere Kraven il Cacciatore e lo Scorpione. Doctor Octopus usa quindi una formula di polpo che si trasforma in una creatura insensata simile a un polpo gigante. Usando il siero, Spider-Man riporta il dottor Octopus alla normalità che dice a Spider-Man che anche lui non sa come sbarazzarsi del campo di forza contraente. Doctor Octopus collabora con Spider-Man per disattivare il campo di forza contraente. Successivamente, Doctor Octopus viene portato via da Iron Man. Dopo la cerimonia di laurea, l'Agente Venom e Scarlet Spider diventano S.H.I.E.L.D. Gli insegnanti dell'Accademia, Alex O'Hirn, Adrian Toomes e Frances Beck si iscrivono come studenti, e Nick Fury dice a Spider-Man di essere diventato l'Uomo Ragno supremo dopo aver fermato Trapster. Peter Parker ricorda i suoi giorni più inesperti come Spider-Man e fino a che punto è arrivato come Spider-Man ed esce per fermare una rapina nell'East Village, incitato da sua zia May quando si trasferisce in un appartamento, dicendo che questo non è il fine, solo l'inizio.